# Spinimegopis fujitai
Spinimegopis fujitai är en skalbaggsart som beskrevs av Komiya och Alain Drumont 2007. Spinimegopis fujitai ingår i släktet Spinimegopis och familjen långhorningar. Inga underarter finns listade i Catalogue of Life.